# Arxiu Nacional de la República de Macedònia del Nord
L'Arxiu Nacional de la República de Macedònia del Nord (conegut per les sigles DARM) és l'arxiu nacional de Macedònia del Nord. És a Skopje, la capital de la república. El seu nom macedònic és Државен архив на Република Северна Македонија (Državen arhiv na Republika Severna Makedonija), abreujat ДАРМ. Abans de la seva fundació el 1946, el contingut dels seus arxius estava a l'Arxiu Nacional de Sèrbia, entre 1926 i 1941. El 3 de maig de 1945, l'Exèrcit d'Alliberament de Macedònia va decidir que la col·lecció arxivística nacional havia de ser conservada a la Biblioteca Universitària de Sant Climent d'Ohrid. Malgrat tot, però, la col·lecció no es va arribar a traslladar mai a la biblioteca. Finalment, el 31 de maig de 1946 es va fundar l'arxiu nacional.